# 海洋盾牌行动
海洋盾牌行动（英語：Operation Ocean Shield）是持久自由行动（OEF-HOA）中的北约部分。该行动针对印度洋阿拉伯海亚丁湾等海域的索马里海盗活动。它是北约联合保护者行动的后续行动。该行动于2009年8月17日被北大西洋理事会批准，于2017年12月15日结束。海洋盾牌行动主要保护联合保护者行动的舰船，并在该区域运送救援物资等。